# جان مارشان
جان مارشان (بالإنجليزية: Jean Marchand)‏ هو نقابي وسياسي كندي، ولد في 20 ديسمبر 1918 في شومبلان في كندا، وتوفي في 28 أغسطس 1988 في سان أوغوستن دي ديماروس في كندا. حزبياً، نشط في الحزب الليبرالي الكندي وحزب كيبيك الليبرالي.

## مناصب
- انتخب رئيس مجلس الشيوخ [الإنجليزية]‏ (4 مارس 1980 – 15 ديسمبر 1983).
- انتخب رئيس [الإنجليزية]‏ Confédération des syndicats nationaux [الإنجليزية]‏ (1961 – 1964).
- انتخب عضو مجلس الشيوخ الكندي (1976 – 1983).
- انتخب عضو مجلس العموم الكندي.